# 仙靈棋謎
仙靈棋謎（Fairy chess），是規則變化更多的國際象棋棋謎。

## 類型
- 攻王規則改變：如自玉詰、協力詰、reflexmate等。
- 非國際象棋棋子：如加入西洋大象棋的棋子、少數的仙靈棋子（英语：Fairy chess piece）、或其他棋類。
- 其餘規則變化：如依恃象棋、安德納赫象棋等。
- 棋盤變化：如圓柱型象棋、環狀象棋等。

## 外部連結
- 仙靈棋謎術語（页面存档备份，存于）